# Mokre (Łódź)
Pour les articles homonymes, voir Mokre.
Mokre (prononciation [ˈmɔkrɛ]) est un village de la gmina de Siemkowice, du powiat de Pajęczno, dans la voïvodie de Łódź, situé dans le centre de la Pologne.
Il se situe à environ 6 kilomètres à l'ouest de Siemkowice (siège de la gmina), 13 kilomètres à l'ouest de Pajęczno (siège du powiat) et 80 kilomètres au sud-ouest de Łódź (capitale de la voïvodie).
Sa population s'élevait à 156 habitants en 2011.

## Administration
De 1975 à 1998, le village était attaché administrativement à l'ancienne voïvodie de Sieradz.

Depuis 1999, il fait partie de la nouvelle voïvodie de Łódź.